# بات برازيل
بات برازيل (بالإنجليزية: Pat Brazil)‏ هو موظف مدني أسترالي، ولد في 1930 في وادي فورتيتيود (كوينزلاند) في أستراليا.